# Jaime Murray
Jaime Erica Murray (Londra, 21 luglio 1976) è un'attrice britannica.

## Biografia
Figlia dell'attore inglese Billy Murray, Jaime è nata nell'Essex; ha due sorelle e un fratello minore. Ha studiato filosofia e psicologia alla London School of Economics and Political Science, decidendo però di abbandonare gli studi per frequentare il Drama Centre di Londra diplomandosi nel 2000.
Diventa nota al grande pubblico nel 2004, interpretando Stacie Monroe nella serie televisiva britannica Hustle - I signori della truffa. Nel 2007 ricopre il ruolo di Lila Tournay nella seconda stagione della serie statunitense Dexter, che le vale una nomination ai Saturn Award come attrice non protagonista. Nello stesso anno prende parte al film horror Le morti di Ian Stone.
Sul piccolo schermo, nel 2011, si fa notare per l'interpretazione di Helena G. Wells nella serie fantascientifica Warehouse 13, e per quella di Gaia nella miniserie Spartacus - Gli dei dell'arena. Sempre nello stesso periodo partecipa anche a Ringer, ricoprendo il ruolo ricorrente della business woman Olivia Charles. Nel 2013 è nel cast di Defiance, serie TV fantascientifica, col ruolo di Stahma Tarr. Nel 2016 prende parte alla serie C'era una volta nel ruolo della Fata Nera.

## Filmografia parziale

### Attrice

#### Cinema
- The Byzantine Cat, regia di Vsevolod Shilovsky (2002)
- Animal, regia di Rose Bosch (2005)
- Le morti di Ian Stone (The Deaths of Ian Stone), regia di Dario Piana (2007)
- Botched - Paura e delirio a Mosca (Botched), regia di Kit Ryan (2008)
- Devil's Playground, regia di Mark McQueen (2010)
- Fright Night 2 - Sangue fresco (Fright Night 2: New Blood), regia di Eduardo Rodríguez (2013)
- The Nanny, regia di Joel Novoa (2018)

#### Televisione
- Metropolitan Police – serie TV, 4 episodi (2001-2002)
- Casualty – serie TV, 17x04 (2002)
- Keen Eddie – serie TV, episodio 1x01 (2003)
- Hustle - I signori della truffa (Hustle) – serie TV, 25 episodi (2004-2012)
- Poirot (Agatha Christie's Poirot) – serie TV, episodio 10x01 (2005)
- Dexter – serie TV, 10 episodi (2007)
- The Mentalist – serie TV, episodio 1x17 (2009)
- Eli Stone – serie TV, episodio 2x13 (2009)
- NCIS - Unità anticrimine (NCIS) – serie TV, episodio 6x24 (2009)
- Warehouse 13 – serie TV, 15 episodi (2011-2013)
- Spartacus - Gli dei dell'arena (Spartacus: Gods of the Arena) – miniserie TV, 4 puntate (2011)
- Ringer – serie TV, 9 episodi (2011)
- Il risolutore (The Finder) – serie TV, episodio 1x01 (2012)
- Sleepy Hollow – serie TV, episodio 2x14 (2015)
- Defiance – serie TV, 39 episodi (2013-2015)
- C'era una volta (Once Upon a Time) – serie TV, 9 episodi (2016-2017)
- The Originals – serie TV, 6 episodi (2018)
- Midnight, Texas – serie TV, episodi 2x08-2x09 (2018)
- Gotham – serie TV, 5 episodi (2019)

### Doppiatrice
- Lichdom: Battlemage – videogioco (2014)
- Castlevania – serie TV, 28 episodi (2018-2021)

## Doppiatrici italiane
Nelle versioni in italiano delle opere in cui ha recitato, Jaime Murray è stata doppiata da:
- Roberta Pellini in Hustle - I signori della truffa, Botched - Paura e delirio a Mosca
- Benedetta Ponticelli in Midnight, Texas, Gotham
- Patrizia Burul in Dexter
- Laura Facchin in Le morti di Ian Stone
- Cinzia Villari in Poirot
- Chiara Colizzi in NCIS - Unità anticrimine
- Barbara Pitotti in Warehouse 13
- Roberta Paladini in Spartacus - Gli dei dell'arena
- Pinella Dragani in Ringer
- Claudia Catani in Defiance
- Emanuela D'Amico ne Il risolutore
- Mavi Felli in Fright Night 2 - Sangue fresco
- Valeria Vidali in C'era una volta
- Domitilla D'Amico in The Originals

Da doppiatrice è stata sostituita da:
- Cinzia Massironi in Castelvania